# Federico Sacchi
Federico Sacchi (Rosario, 4 de septiembre de 1936-7 de noviembre de 2023) fue un futbolista argentino que se desempeñaba en la posición de defensor central.
Destacó durante la década de 1960 al jugar en Racing Club, Newell's Old Boys y Boca Juniors en las décadas de 1950 y 1960.
Fue internacional con Selección Argentina. 
La Asociación del Fútbol Argentino lo ha incluido entre los 24 futbolistas argentinos que integran el Salón de la Fama. Al momento de finalizar su carrera registró 172 partidos y 20 goles convertidos En el año 2011 fue declarado "Deportista Distinguido de la Ciudad de Rosario" por el Concejo Municipal de Rosario; proyecto de su presidente Miguel Zamarini (Partido Socialista).

## Biografía
Debutó en primera en 1958 en Newell's Old Boys, donde fue figura, al igual que en Racing Club, por donde pasó en 1961. Como jugador de la Selección Argentina actuó en la Copa Mundial de Fútbol de 1962, realizada en Chile. En 1965 se consagró campeón con Boca Juniors.
Sacchi se destacó por la elegancia de su juego, definido como "de galera y de bastón". César Luis Menotti, con quien jugó en Racing y en Boca, cuenta que le daba vergüenza patear la pelota afuera. En 1967 se incorporó al Sporting Cristal de Perú, a mediados de la temporada fue transferido al Porvenir Miraflores del mismo país, donde cumplió el rol de jugador y director técnico, en 1968 abandonó definitivamente la práctica activa debido a una lesión.
Una vez retirado, se desempeñó en la dirección técnica, especialmente de equipos infantiles y juveniles, vinculado a César Luis Menotti.

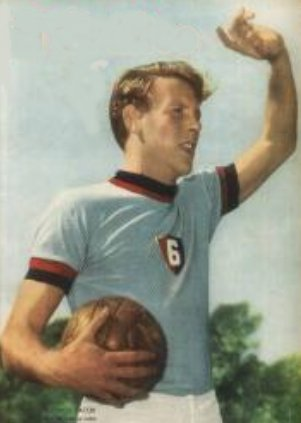
Sacchi durante su época en Newell's Old Boys

En 1984 fue director técnico de Tigre. En el club de Victoria dirigió 44 encuentros.

## Selección nacional
Entre 1960 y 1964 representó a la Selección de fútbol de Argentina en 16 ocasiones, anotando 1 gol

### Participaciones internacionales
| Mundial                        | Sede   | Resultado    |
| ------------------------------ | ------ | ------------ |
| Juegos Olímpicos de Roma 1960  | Italia | Primera fase |
| Copa Mundial de Fútbol de 1962 | Chile  | Primera fase |

## Trayectoria

### Cómo jugador
| Club                | País      | Año       |
| ------------------- | --------- | --------- |
| Newell's Old Boys   | Argentina | 1958-1960 |
| Racing Club         | Argentina | 1961-1964 |
| Boca Juniors        | Argentina | 1965-1966 |
| Sporting Cristal    | Perú      | 1967      |
| Porvenir Miraflores | Perú      | 1967-1968 |

### Cómo entrenador
| Club                                                                     | País           | Año       |
| ------------------------------------------------------------------------ | -------------- | --------- |
| Porvenir Miraflores                                                      | Perú           | 1968      |
| Talleres de Córdoba                                                      | Argentina      | 1975      |
| Belgrano                                                                 | Argentina      | 1976-1977 |
| General Paz Juniors                                                      | Argentina      | 1978      |
| Selección Nacional (interino en reemplazo de Menotti en la Copa América) | Argentina      | 1979      |
| Selección Olímpica                                                       | Argentina      | 1980      |
| San Martin de Tucumán                                                    | Argentina      | 1982      |
| Atlético Rafaela                                                         | Argentina      | 1983      |
| Tigre                                                                    | Argentina      | 1984      |
| New York Generals                                                        | Estados Unidos | 1990      |

## Palmarés

### Campeonatos nacionales
| Título           | Club         | País      | Año  |
| ---------------- | ------------ | --------- | ---- |
| Primera División | Racing Club  | Argentina | 1961 |
| Primera División | Boca Juniors | Argentina | 1965 |

### Campeonatos internacionales
| Título                                 | Club                | País     | Año  |
| -------------------------------------- | ------------------- | -------- | ---- |
| Torneo Preolímpico Sudamericano Sub-23 | Selección Argentina | Colombia | 1980 |

### Distinciones individuales
| Distinción                                     | Año  |
| ---------------------------------------------- | ---- |
| AFA - Galería de la fama                       | -    |
| Deportista distinguido de la Ciudad de Rosario | 2011 |